# Krámpack
Krámpack je španělský hraný film z roku 2000, který režíroval Cesc Gay podle vlastního scénáře. Film odehrávající se na katalánském venkově zachycuje sexuální počátky dvou adolescentů. Název filmu odkazuje na španělský termín označující vzájemnou masturbaci.

## Děj
Nico přijíždí na sever Španělska ke svému nejlepšímu kamarádovi Danimu, aby spolu strávili prázdniny v letním domě jeho rodičů. Oba 17letí mladíci tráví volný čas na pláži, v barech a neustále diskutují o sexu. Potkávají dvě dívky – Bertu a Elenu. Nico se snaží sbalit Elenu, zatímco Dani se o dívky až tak nezajímá. Uvědomuje si, že je zamilovaný do Nica a jeho cit nebude opětovaný. Dani je v depresi a žárlí na Elenu. Prochází se po městě, kde se setká s mužem. Po večeři a jízdě na lodi, muži nabídne sex, ale nakonec ze strachu uteče. Prázdniny končí a Nico se vrací domů do Barcelony.

## Obsazení
| Fernando Ramallo | Dani        |
| Jordi Vilches    | Nico        |
| Marieta Orozco   | Elena       |
| Esther Nubiola   | Berta       |
| Chisco Amado     | Julian      |
| Ana Gracia       | Sonia       |
| Myriam Mézières  | Marianne    |
| Mingo Ràfols     | Arturo      |
| Pau Durà         | Mario       |
| Eduardo González | Camarero    |
| Gaelle Poulavec  | Chica       |
| Jesús Garay      | Daniho otec |
| Eloi Yebra       | Manu        |

## Ocenění
- Film získal Prix spécial de la Jeunesse na Filmovém festivalu v Cannes